# James Schoonmaker
James Schoonmaker (conocido como Ding Schoonmaker; 10 de junio de 1933-19 de enero de 2021) fue un deportista estadounidense que compitió en vela en las clases Star y Soling.
Ganó cuatro medallas en el Campeonato Mundial de Star entre los años 1958 y 1975, y tres medallas en el Campeonato Europeo de Star entre los años 1968 y 1977. Además, obtuvo una medalla en el Campeonato Mundial de Soling de 1969.

## Palmarés internacional
| Campeonato Mundial | Campeonato Mundial             | Campeonato Mundial | Campeonato Mundial |
| Año                | Lugar                          | Medalla            | Clase              |
| ------------------ | ------------------------------ | ------------------ | ------------------ |
| 1958               | San Diego (Estados Unidos)     | Medalla de bronce  | Star               |
| 1970               | Marstrand (Suecia)             | Medalla de plata   | Star               |
| 1972               | Caracas (Venezuela)            | Medalla de bronce  | Star               |
| 1975               | Lago Míchigan (Estados Unidos) | Medalla de oro     | Star               |
| Campeonato Europeo |                                |                    |                    |
| Año                | Lugar                          | Medalla            | Clase              |
| 1968               | Nápoles (Italia)               | Medalla de bronce  | Star               |
| 1971               | Cascaes (Portugal)             | Medalla de oro     | Star               |
| 1977               | Riva del Garda (Italia)        | Medalla de oro     | Star               |

| Campeonato Mundial | Campeonato Mundial     | Campeonato Mundial | Campeonato Mundial |
| Año                | Lugar                  | Medalla            | Clase              |
| ------------------ | ---------------------- | ------------------ | ------------------ |
| 1969               | Copenhague (Dinamarca) | Medalla de bronce  | Soling             |

1. ↑  En algunas ediciones del Campeonato Europeo se permitió la participación de regatistas de otros continentes.